# ロマン・ゾズリャ
ロマン・ヴャチェスラヴォヴィチ・ゾズリャ（ウクライナ語:Роман В'ячеславович Зозуля、ラテン文字:Roman Vyacheslavovich Zozulya、1989年11月17日 - ）は、ウクライナ・キーウ出身の元サッカー選手。現役時代のポジションはFW。

## 経歴
ウクライナのFCディナモ・キーウのユースチームでキャリアをスタートさせ、2008年からトップチームに昇格し、5月11日、ウクライナ・プレミアリーグデビューを果たした。
2016年7月27日、レアル・ベティスに移籍した。2017年1月31日、シーズン終了までの契約でラージョ・バジェカーノへレンタル移籍。しかし、ウクライナのネオナチグループに属するシンボルが描かれたTシャツを着ていたためにサポーターからナチス共感者と疑われ、わずか1日で契約解除に追い込まれた。
2017年9月8日、アルバセテ・バロンピエに移籍した。2020-21シーズン、クラブがプリメーラ・ディビシオンRFEFに降格したことでクラブを退団した。
2021年7月31日、CFフエンラブラダと2年契約を交わした。
2022年12月8日、CFラージョ・マハダオンダに移籍した。

## 代表歴
ウクライナ代表として2010年6月2日、親善試合のノルウェー代表戦で初キャップを踏み、その試合で代表初ゴールを決めた。

## タイトル
クラブ
FCディナモ・キーウ
- ウクライナ・プレミアリーグ 2008-09
- ウクライナ・スーパーカップ 2009, 2011